# Cameroun aux Jeux paralympiques d'été de 2012

Conrat Frederic Atangana, porte-drapeau et unique représentant du Cameroun

Le Cameroun participe aux Jeux paralympiques d'été de 2012 à Londres. Il s'agit de la première participation de ce pays aux Jeux paralympiques d'été.
Un seul sportif, l'haltérophile Conrat Frederic Atangana, y participe.

## Haltérophilie
Le Cameroun envoie un seul concurrent, Conrat Frederic Atangana, qui participe à l'épreuve de force athlétique en catégorie des moins de 56 kg, où il termine à la neuvième place avec 155 points.
| Discipline              | Athlète                  | Performance | Rang |
| Force athlétique hommes | Conrat Frederic Atangana | 155         | 9e   |